# Caprarica del Capo
Caprarica del Capo è un rione del comune di Tricase in provincia di Lecce. Fino al 1972 godeva dello status di frazione.

## Origini del nome
Secondo una tradizione locale, riportata anche dallo storico Giacomo Arditi, il nome deriverebbe da capra-ricca, in riferimento all'esistenza in origine di un ovile di capre, le quali davano un'abbondante produzione di latte. Successivamente venne aggiunta la specifica del Capo per distinguerlo da Caprarica di Lecce.

## Storia
Il primo nucleo abitativo di Caprarica sorse probabilmente intorno al XII secolo, seguendo per un determinato periodo le sorti della Contea di Alessano, dove erano feudatari i Della Ratta. Successivamente Alessano e la sua contea passò sotto il controllo dei Del Balzo, dei Capua e dei Gonzaga. Nel 1585 Andrea Gonzaga donò il feudo di Caprarica al nipote Ferrante II, poi fu proprietà dei Mellacqua, dei Ventura, dei Raho e dei Vernaleone.
Nel 1736 il feudo di Caprarica, allora nelle mani di Giuseppe Vernaleone, fu acquistato dal principe di Tricase Stefano Gallone, i cui eredi ne conservarono il possesso sino all'eversione della feudalità (1806).
Negli ultimi anni, con la crescita urbanistica di Tricase, la località è stata quasi completamente inglobata dal centro principale; dal 1992 non gode più dello status di frazione e, insieme ai centri di Marina Serra, Sant'Eufemia, Tutino e Tricase Porto, viene considerata un rione.

## Monumenti e luoghi d'interesse

### Architetture religiose

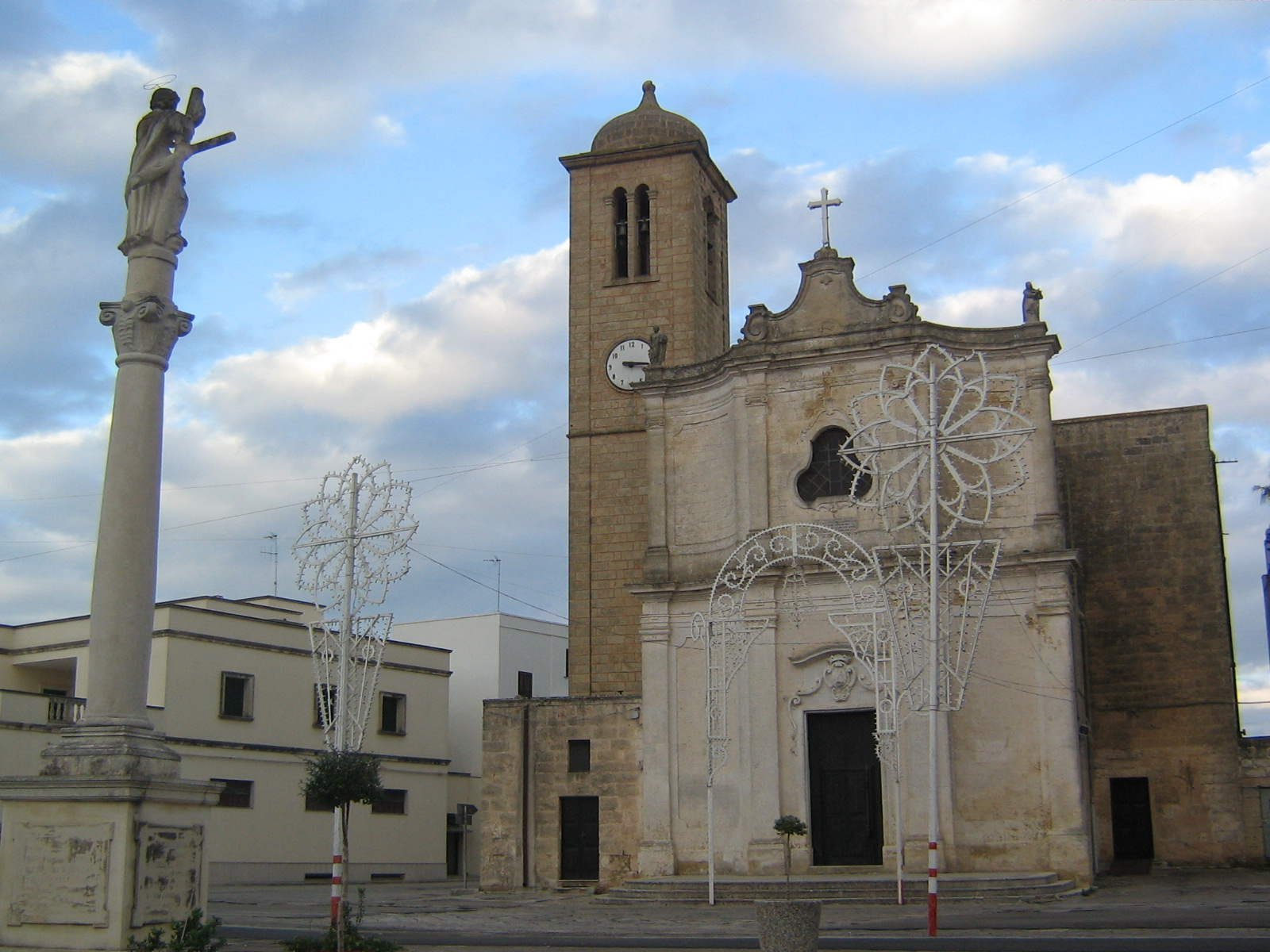
Parrocchiale di Sant'Andrea con antistante colonna celebrativa

#### Chiesa di Sant'Andrea apostolo
La chiesa parrocchiale di Sant'Andrea apostolo fu riedificata a partire dal 1792, sul sito di una precedente costruzione. Dal tetrastico inciso sotto il finestrone della facciata principale si evince che la chiesa fu completata nel 1795. Fu aperta al culto nel 1814.
Presenta una sobria facciata, i pochi elementi decorativi consistono nei capitelli, nei girali floreali attorno al portale d'ingresso che inviluppano lo stemma dell'Universitas rappresentante una capra che porta uno stendardo, nei decori attorno al finestrone e nel coronamento arricchito dalle statue in pietra leccese degli apostoli Pietro e Paolo. Il campanile, costruito nel 1952, sostituisce l'originario a vela.

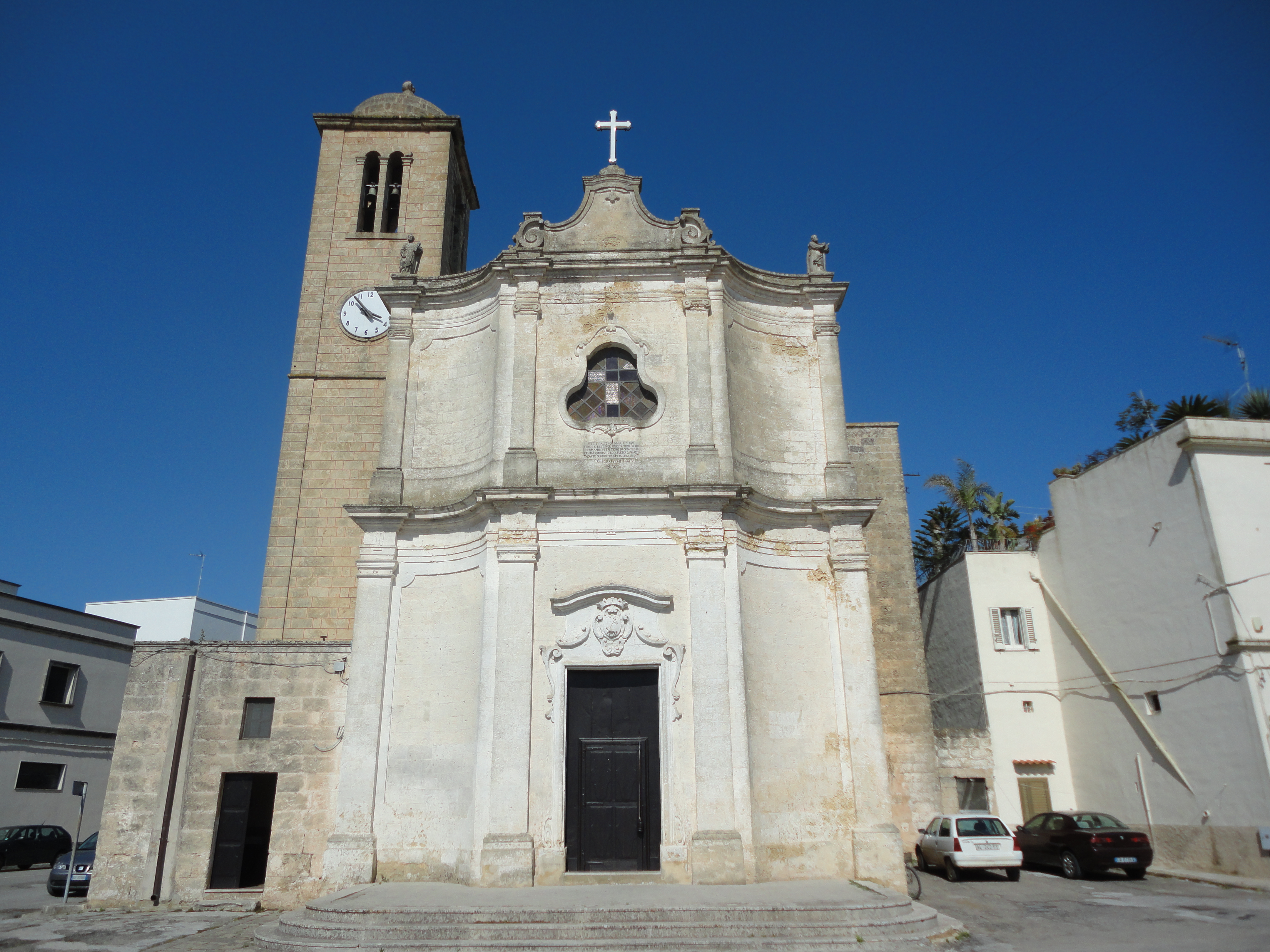
Chiesa di Sant'Andrea

L'interno, a croce latina, è ritmato da lesene che sostengono una cornice che ne percorre tutto il perimetro. Sulla cornice si impostano gli archi che scandiscono l'impianto a volte della copertura. La navata è scandita da due arcate per lato ospitanti altari con tele. Nei bracci del transetto sono posizionati gli altari del protettore Sant'Andrea apostolo, a sinistra, e della Madonna del Rosario, a destra.
Le pitture della cupoletta centrale, all'incrocio tra la navata e il transetto, furono eseguite dal pittore Tonti nel 1921-1922. In esse si scorge la figura di Don Giovanni Lisi, parroco dell'epoca, che invoca Sant'Andrea. Contemporaneamente vennero eseguiti dallo stesso pittore gli affreschi dei quattro evangelisti sulle pareti del transetto. Gli affreschi sulla copertura e sulle pareti dell'abside furono realizzati dal pittore Antonio Valzano da Trepuzzi nel 1966.
Nel 1976 venne rimosso l'altare maggiore in marmi policromi del 1876 e la balaustra in pietra leccese che perimetrava il presbiterio.
Nel 2013 è terminato un complesso restauro che ha riportato alla luce i colori originari degli altari ottocenteschi. Nello stesso intervento è stato riposizionato l'altare maggiore policromo precedentemente smontato.

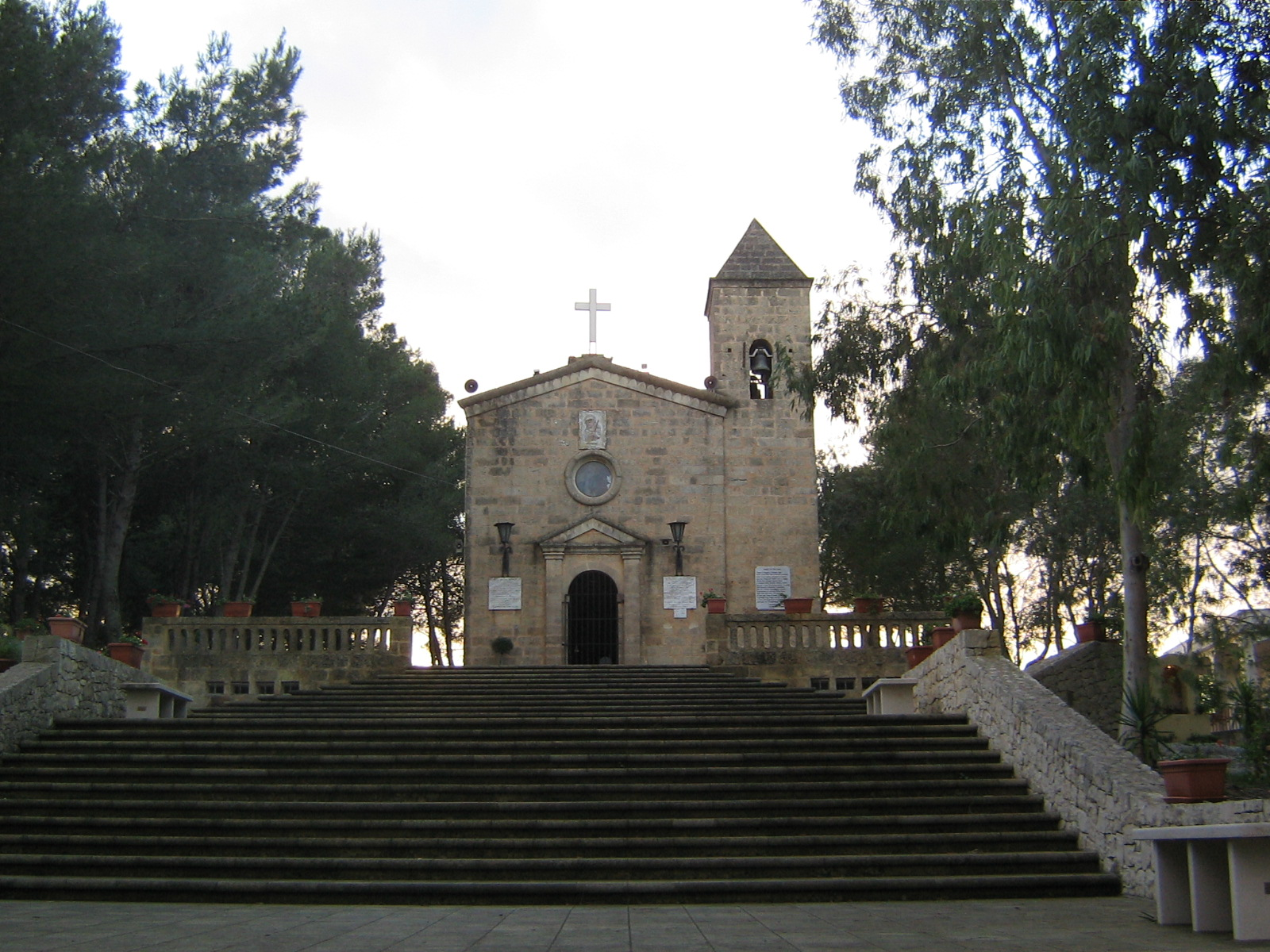
Santuario Madonna di Fátima

#### Santuario della Madonna di Fátima
La chiesa della Madonna di Fátima, situata sull'omonima collinetta che sovrasta l'abitato, fu edificata per volontà del parroco don Tommaso Piri e ultimata nel 1952.
Nel 1957 venne elevata a Santuario in occasione del quarantesimo anniversario delle apparizioni della Madonna a Fatima (1917). Successivamente, per opera del successore don Eugenio Licchetta, vennero edificati la casa di accoglienza e le opere del Santuario.
La chiesa, di piccole dimensioni, presenta una semplice facciata a capanna con campanile a pianta quadrata.
L'interno è a navata unica e termina con un'abside semicircolare nella quale è inserita una nicchia contenente la statua raffigurante la Vergine che appare ai tre pastorelli di Fatima.
Brevi cenni storici del Santuario di Fatima in Caprarica del Capo. (di Salvatore Musio)
Il 26 novembre 1950 Don Tommaso Piri veniva nominato Parroco di Caprarica del Capo nella Parrocchia di Sant’Andrea Apostolo. Da lì il sacerdote si recava sulla collina detta “Serra Grande” per pregare e meditare in un luogo dove, a suo dire, “V’è un punto della Serra dove passano ogni mattina i pastorelli con le loro pecorelle, che menano al pascolo”. Ed è stato proprio in quel momento che la mente di Don Tommaso “salì alla Madonna e ai pastorelli di Fatima”. Si dice che tra il dire e il fare c’è di mezzo il mare. Magari proprio quel Mare Adriatico che Don Tommaso osservava con stupore dalla collina. Ma l’affetto per Maria lo portò in pochi giorni a chiamare un muratore per farsi costruire una “nicchia” e un pittore di Tricase per dipingere su tela “la Madonna con i tre pastorelli e le pecorelle che brucano l’erba”.
Mons. Ruotolo benedisse l’opera e da quel giorno i capraricesi non lasciarono più sola la “cara Madonnina”. Don Tommaso con gioia scrive che “un bel giorno i miei filiani mi dissero: Signor Curato, non è una buona cosa che la Madonna stia così in una semplice nicchia, dobbiamo farle una cappella e dall’ora, poverini, togliendo il pane dalla bocca, mi portano le loro piccole offerte per costruire la casa della Madonna”. I lavori terminarono e ricevuta la benedizione di Papa Pio XII ci fu la solenne apertura al Culto il 22 maggio 1952, solennità dell’Ascensione, alla presenza del Vescovo di Ugento - S. M. di Leuca Mons. Ruotolo, del clero e dell’intera popolazione. Lo stesso Vescovo il 13 ottobre 1957 elevò solennemente la cappella a Santuario Mariano. A completamento del grande evento si inseriscono le indulgenze concesse al Santuario da Pio XII prima e da Giovanni XXIII poi. Nel dicembre 1959, ad un anno dalla scomparsa, la comunità capraricese volle ricordare Papa Pacelli (Pio XII) con una statua lapidea,  sostituita poi con una bronzea e sistemata a metà della nuova scalinata del Santuario. Nel 1968, il 27 maggio, il Cardinale di Napoli Corrado Ursi, in una solenne celebrazione scoprì la lapide a destra della porta d’ingresso, il cui testo fu scritto dal Servo di Dio Don Tonino Bello in memoria dell’amato Don Tommaso e della sua grande opera.
(Notizie tratte da una lettera di Don Tommaso Piri ad un monsignore e da altre fonti presenti nell’archivio parrocchiale di Caprarica di Tricase)

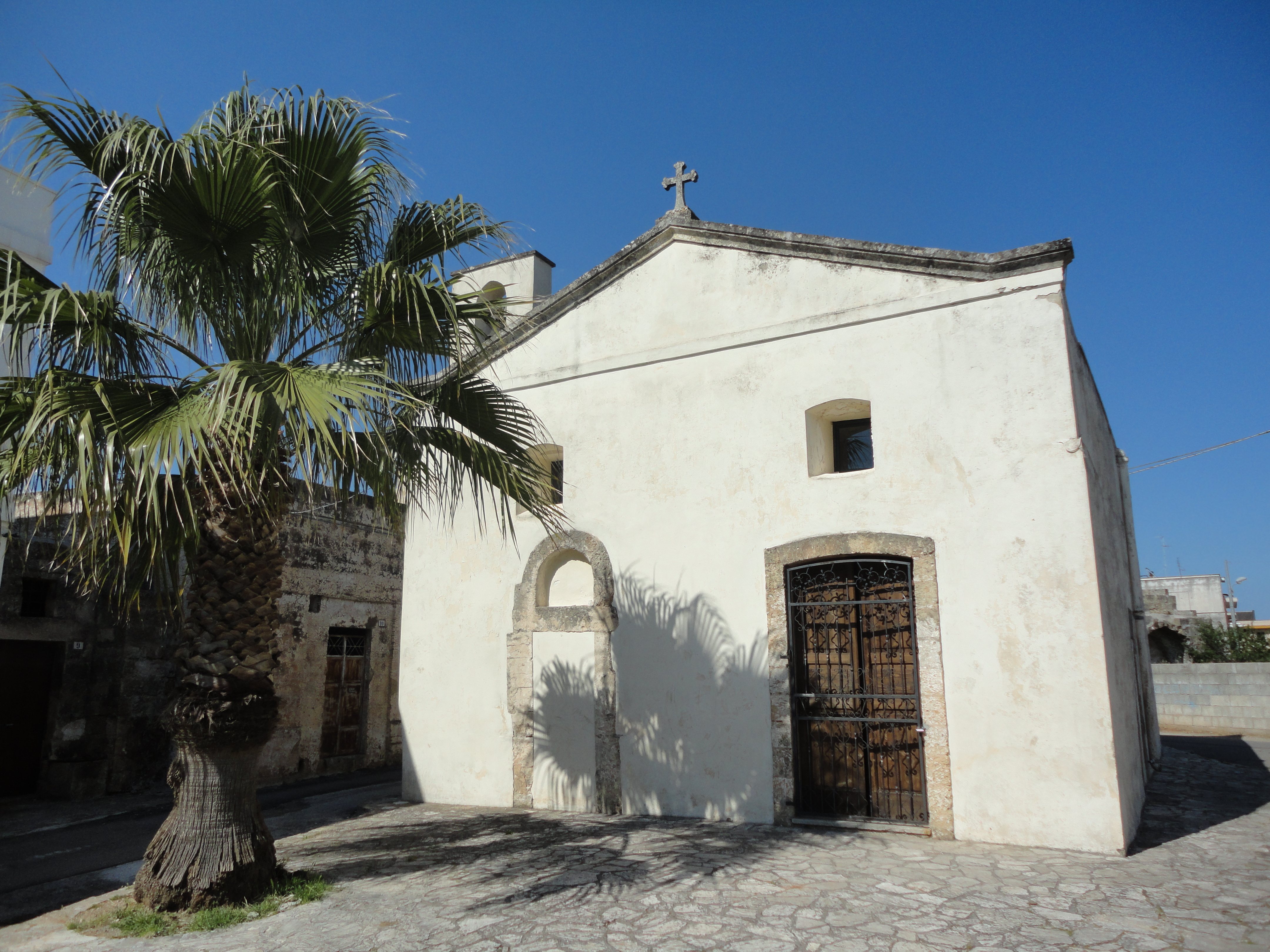
Cappella del Crocefisso

#### Altre chiese
- Cappella dell'Immacolata, risale al XVIII secolo;
- Cappella del Crocefisso, risale al XVI secolo.

### Architetture militari

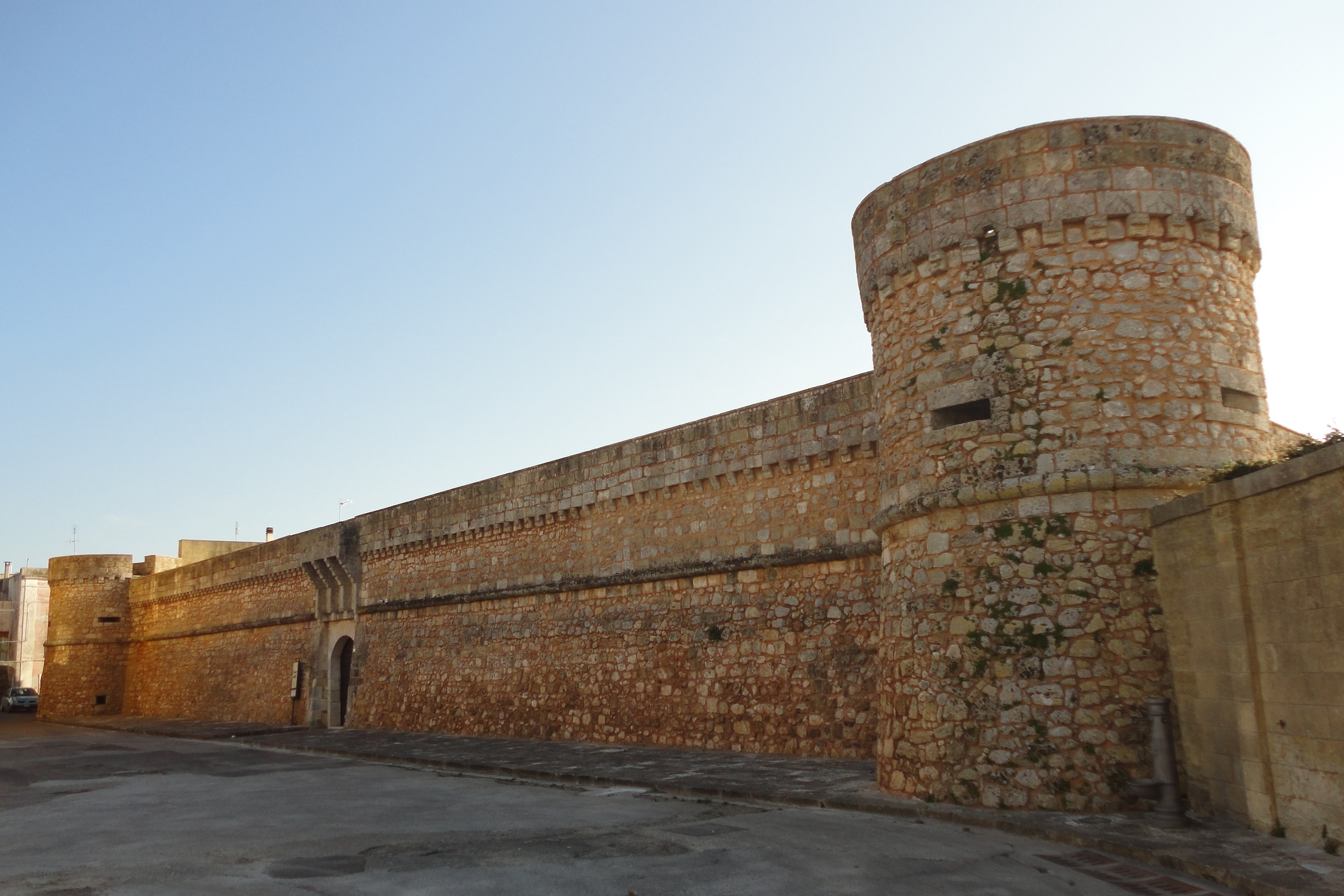
Castello

#### Castello
Il Castello di Caprarica fu edificato nel 1524 dall'architetto tricasino Antonio Renna.
A pianta rettangolare, possiede mura realizzate in conci irregolari di carparo bruno e sormontate da piccoli beccatelli che sostengono la cornice superiore. Agli angoli sono rafforzate da torri circolari con base scarpata.
Il severo portale è difeso da una tripla piombatoia. Originariamente l'interno era dotato di numerosi ambienti, magazzini, cantine, pozzi, granai. Era presente inoltre una prigione e una piccola cappella dedicata a San Giovanni Battista.
Il castello fu adibito a masseria alla fine dell'Ottocento.

### Altro
- Colonna di Sant'Andrea
- Frantoi ipogei

## Cultura

### Eventi
- Fiera di Sant'Andrea - ultima domenica di novembre
- Festa di Sant'Andrea - 30 novembre
- Festa estiva di Sant'Andrea - dal 24 al 25 luglio
- Festa della Madonna di Fátima - 13 maggio e 13 ottobre
- Sagra della MACARIA CISTAREDDHA - 8 agosto[4]

## Note

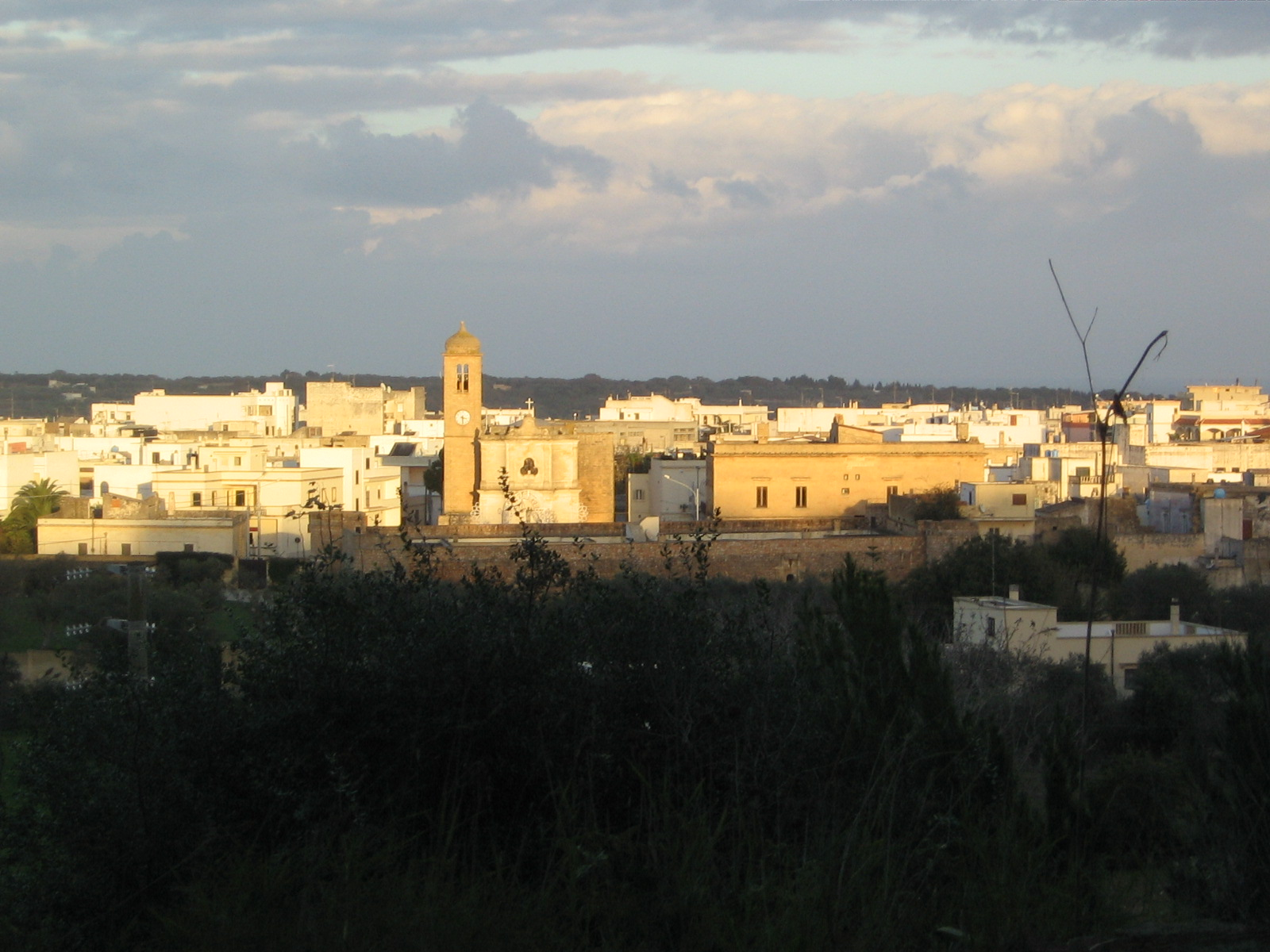
Panorama